# Castillo de la Roca de Nyer
El castillo de la Roca de Nyer —en francés de la Roca d'Anyer— es una edificación defensiva medieval en escombros, situada en la comuna francesa de Nyer, a la entrada de las gargantas de Nyer a la izquierda del Mentet, en el Conflent.

## Toponimia
El lugar de la Roca de Nyer, o de Anyer, aparece citado bajo el nombre de Sancto Pedro de Ruppe en el siglo XII, y como Ça Rocha en 1304. La capilla aneja, convertida en ermita el siglo XIV, fue llamada hermita de Nuestra Señora de Nyer en el siglo XVII.
Ruppe es el equivalente latino del prelatino rocca, término se refiere a una escarpadura rocosa y, por extensión, al castillo que fue construido en la cumbre.

## Historia
El castillo fue construido entre los siglos X y XI como punto estratégico defensivo a la entrada de las gargantas del Mentet, y remodelado len los siglos XV y XVI antes de ser abandonado. Comprendía una capilla, después ermita y conocida como Nuestra Señora de la Roca. El conjunto de edificaciones fue reformado varias veces en el curso de los siglos; materiales del castillo, al ser abandonado, fueron reutilizados para la edificación del santuario.
El castillo está inscrito, por decreto, como monumento histórico desde el 6 de mayo de 1965.

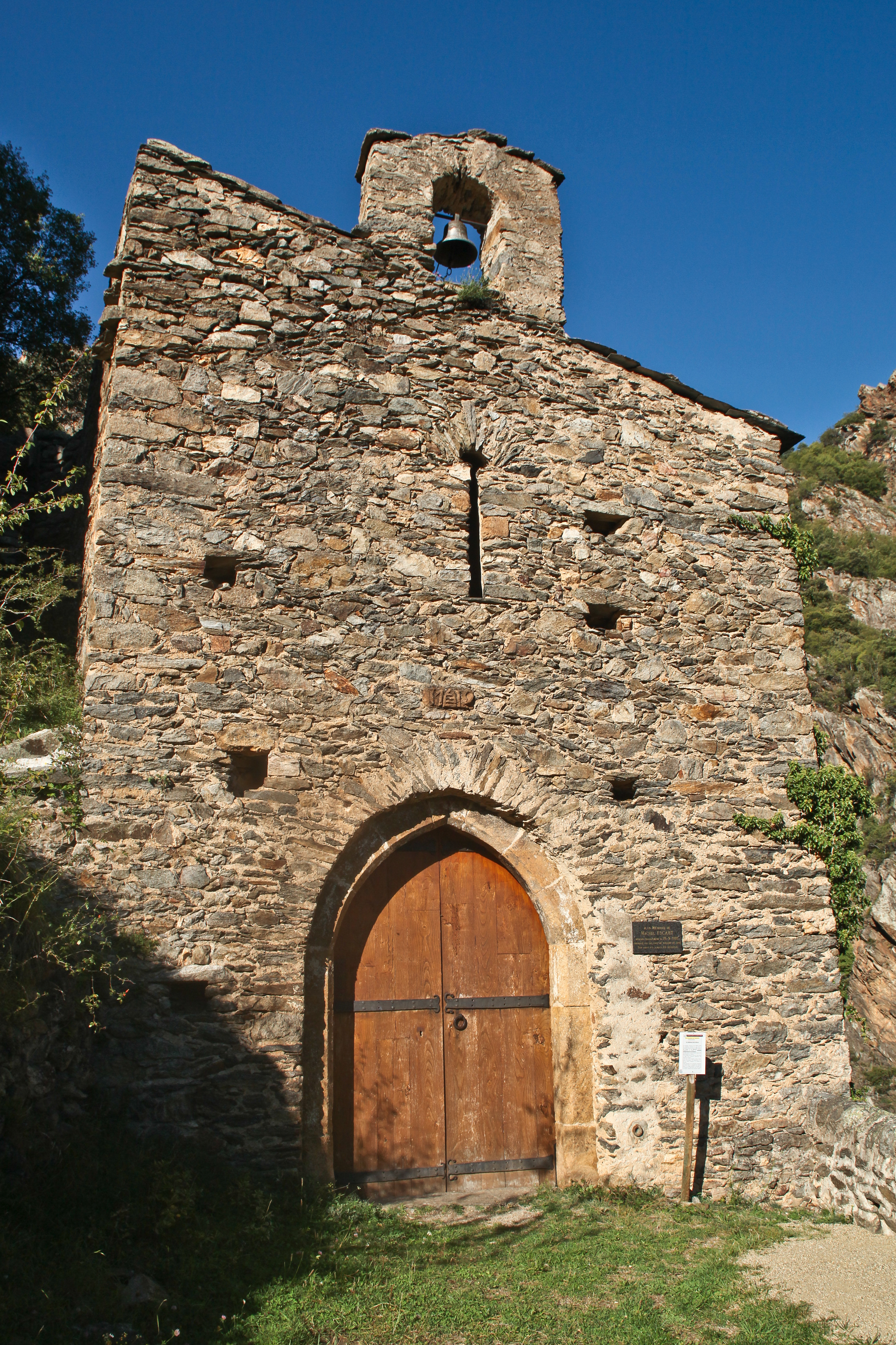
Nuestra Señora de la Roca
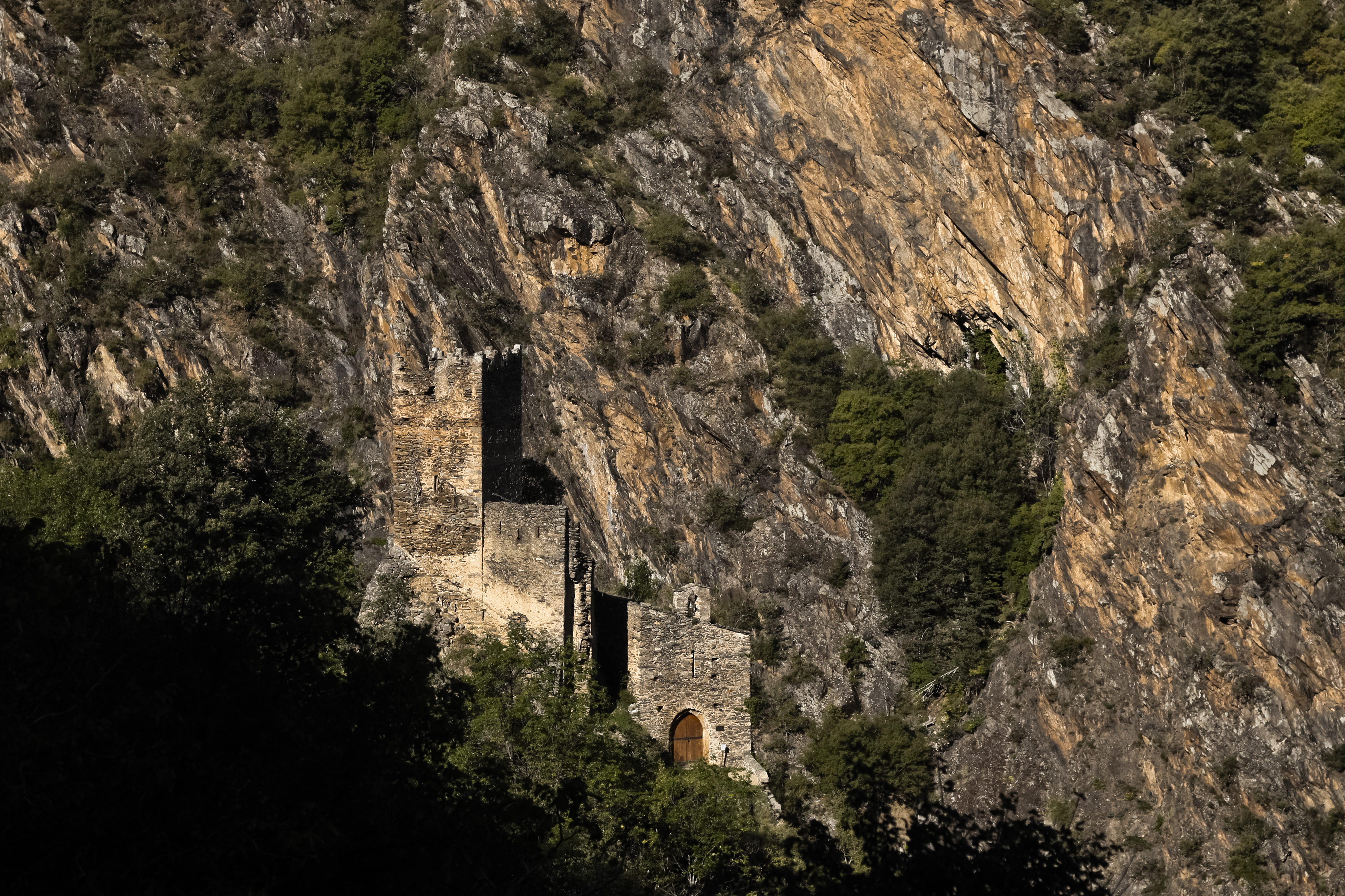
Vista del castillo
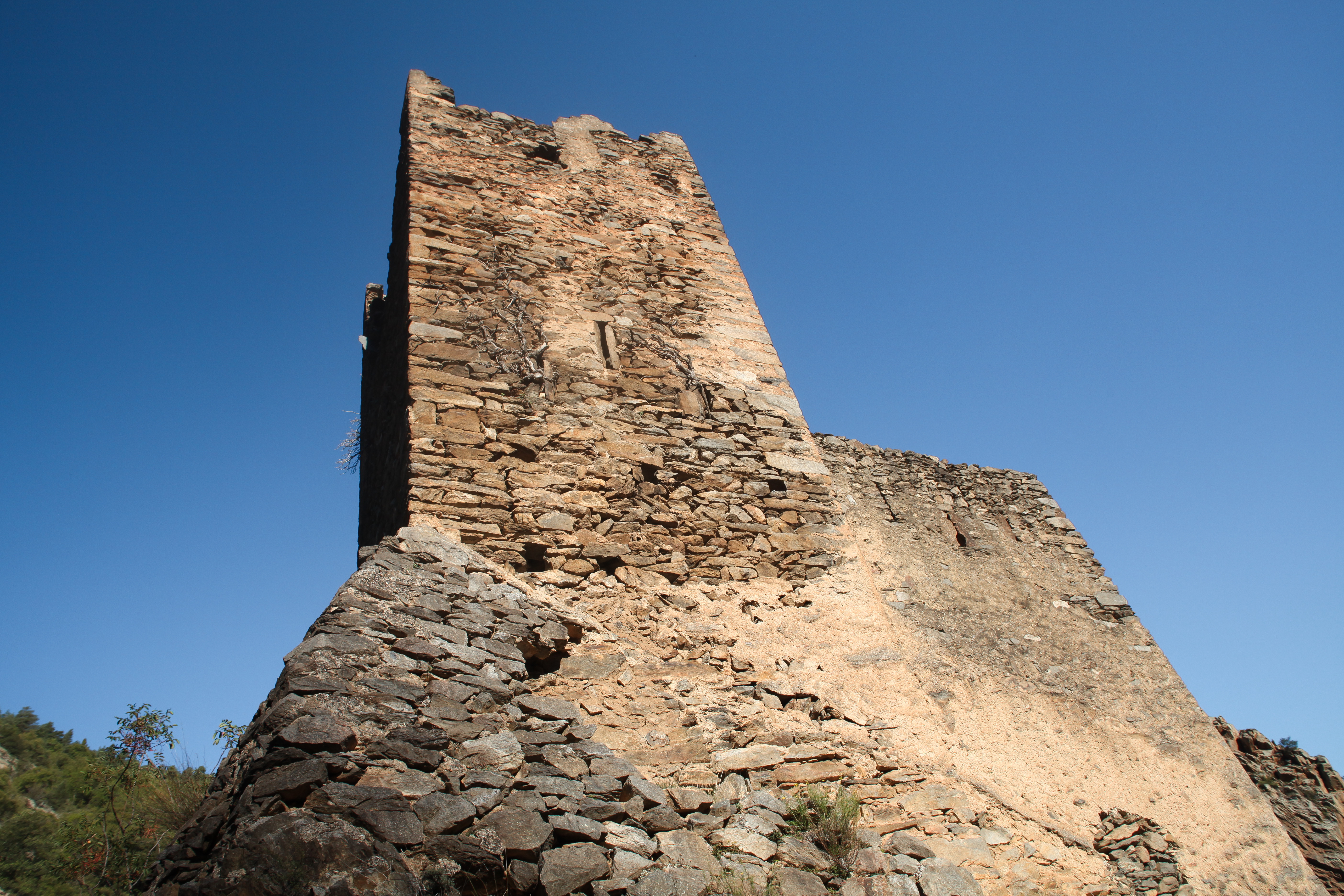
Vestigios del castillo, con la torre del homenaje cuadrada del siglo X